# 栃木県道・福島県道76号伊王野白河線
栃木県道・福島県道76号伊王野白河線（とちぎけんどう・ふくしまけんどう76ごう いおうのしらかわせん）は、栃木県那須郡那須町から福島県白河市に至る県道（主要地方道）である。

## 概要
那須町南東の伊王野地区から三蔵川に沿って那須町東部を北上し、栃木・福島県境を越えて白河市街地南東部の白河実業高校前で国道289号に合流する道路。全線がかつての東山道に該当し、途中の白河市旗宿では国史跡に指定される白河関跡付近を通過している。
県道の路線名の旧称、および主要地方道名は「坂本白河線」といい、坂本とは起点の那須町伊王野の小字名である。

## 路線データ
- 総延長：18.931 km（栃木県区間：9.139 km[1]、福島県区間：9.792 km[2]）
- 実延長：16.656 km（栃木県区間：6.864 km[1]、福島県区間：9.792 km）
- 起点：栃木県那須郡那須町大字伊王野（栃木県道28号大子那須線交点）
- 終点：福島県白河市瀬戸原（国道289号交点）
- 認定：1961年（昭和36年）4月1日

## 歴史
- 1961年（昭和36年）4月1日 - 一般県道坂本白河線として認定される。
- 1993年（平成5年）5月11日 - 建設省から、県道坂本白河線が坂本白河線として主要地方道に指定される[3]。福島県によって現在の路線名が認定される[4]。
- 2008年（平成20年）4月1日 - 現在の路線名に改称される[5]。

## 路線状況

### 重複区間
- 栃木県道60号黒磯棚倉線（起点 - 那須町伊王野字梓）

### 道路施設
白川橋
- 全長：21.0m
- 幅員：6.3m
- 竣工：1962年[6]

白河市表郷中野字岩崎向から旗宿字茂ヶ崎に跨り、一級水系阿武隈川水系社川を渡る。橋上は上下対向2車線で供用され、歩道は設置されていない。
瀬戸橋
- 全長：16.425m
- 幅員：7.5（12.0）m
- 形式：単径間PCプレテンT桁橋
- 竣工：1986年度

当県道の終点部である白河市字道東から字合戦場に跨がる橋梁で、一級水系阿武隈川水系藤野川を渡る。大正15年に架けられた旧橋の老朽化が進行し、幅員が狭小で交通量の増加に伴い歩行者の通行に危険があったことから、1983年度より緊急地方道整備事業により着工された。総事業費は1億1700万円。

## 地理

### 通過する自治体
- 栃木県
  - 那須郡那須町
- 福島県
  - 白河市

### 交差する道路
- 栃木県道28号大子那須線（起点）

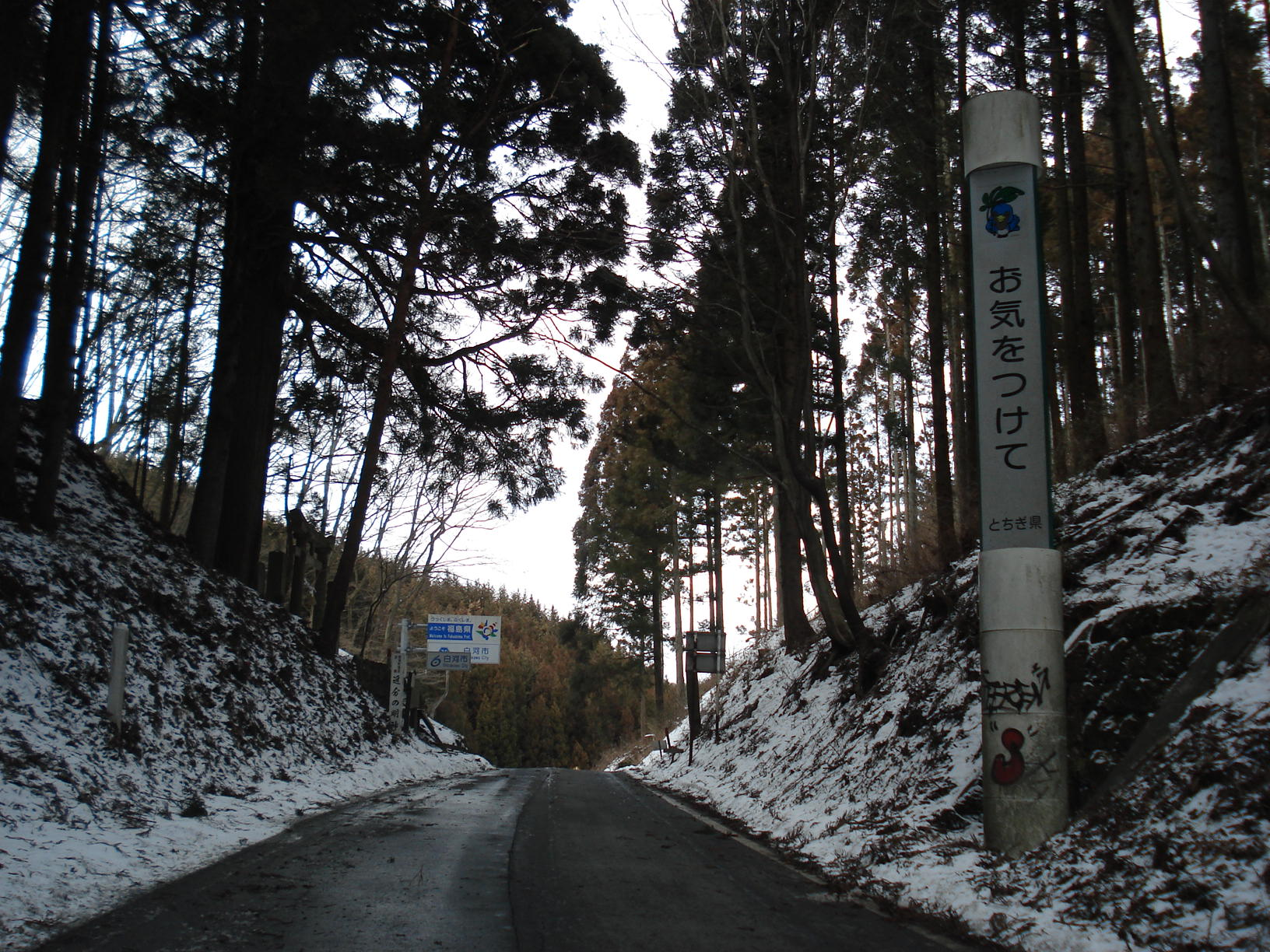
栃木・福島県境付近

- 栃木県道60号黒磯棚倉線（那須町伊王野字梓）
- 福島県道280号中野番沢線（白河市表郷中野字滝沢）
- 福島県道388号白坂関辺線（白河市旗宿字大久保）
- 国道289号（終点）